# Jean Löfblad
Jean (Johan) Löfblad, född 1728, död 28 oktober 1774 i Stockholm, var en svensk skådespelare. Han var en av de mest populära svenska skådespelarna i Stockholm vid frihetstidens slut, då teatern annars dominerades av fransmän. 
Löfblad var ursprungligen skräddare och "kunglig garderobsbetjänt". Han blev medlem i Stenborgs Sällskap, som var den enda svenskspråkiga teatern i Stockholm under 1754-1773. Löfblad var truppens stora manliga stjärna och publikdragare. Han var främst komiker och var känd som Stockholms Harlekin. Han var från 1760 gift med Johanna Catharina Enbeck, som också var fast anställd i Stenborgs trupp och hade debuterat på Stora Bollhuset. Han var från 1773 anställd vid Humlegårdsteatern.

## I Stenborgs Sällskap
Den 5 juli 1760 upprättades ett kontrakt mellan Petter Stenborg och paret Löfblad. Stenborg tillät paret att uppföra Marionetteater (något Stenborg ofta spelade i Stockholm) på landsbygden, på villkor att hälften av inkomsten gick till honom var 14:e dag. De skulle också meddela honom vars de befann sig när de lämnade en stad under sina turneringar. Johanna Löfblad jämställdes helt med mannen i kontraktet, då Löfblad uppmanas"...att icke mindre än dess hustru så umgås och handla, att han och hon riktigheten med ed kan fästa..."
Den 20 juni 1763 utskrevs ett pass för Kongl. Svänska Comoedie Trouppen för att uppträda i Helsingfors; de bestod då av Catharina Bergholtz och hennes dotter Johanna Sophia, Brita Christina Senac, Anders Hallberg, Johan Fredrik Hallén och Johan Ahlbeck förutom Stenborg och paret Löfblad.
Den 21 november 1767 upprättades ett nytt kontrakt mellan Stenborg och paret Löfblad: "antager jag, såsom hufvudman och innehafvare af högstbemälte privilegio, herr Johan Löfblad och dess käresta, madame Anna Löfblad vid den Kongl. Svenska truppen" mot en fast lön på "efter träfad öfverenskommelse af åtta och fyrtio daler kopparmynt tillsammans i veckan" , mot att de "kommnades att de därföre att med all flit och skyndsamhet öfverläsa de af mig dem meddelte roller" (detta var skrivet i kursiv stil), att de kom i tid till repetitionerna "ehuru att de äro öfvertygade att kunna dess roller förut, på det de öfvriga af truppen ej måge kunna af andras exempel åsidosätta deras skyldighet"; om de villa lämna teatern skulle de meddela detta i 3 månader i förväg, kontraktet, som gällde i ett år, skulle förnyas 3 månader före dess utgångstid, paret Löfblad skulle vara beredda att resa på turné närhelst Stenborg meddelade dem, och kontraktet skulle vara upplöst om någon medlem av kungafamiljen dog, eftersom det då skulle vara förbjudet att spela teater under sorgeåret. Det undertecknades av Stenborg och av Jean Löfblad för både honom och hans frus räkning. Kontraktet är närmast unikt från denna tid; endast två andra skådespelare i truppen hade skrivna kontrakt förutom de.

## Konflikt
År 1768 stämde Stenborg Jean Löfblad för kontraktsbrott. Rättegången ger en bild av både Jean och Johanna Löfblads liv i truppen. Löfblad ska ha undanhållit att uppvisa inkomstdeklaration för sin marionetteater enligt 1760 års kontrakt med hjälp av "all upptänklig list, påfunder och egenytta" och dessutom brutit 1767 års kontrakt; dessutom: 
"har denne löfblad esomoftast emot mig brukat dels uppenbarliga, dels hemliga ränker och lister, ändock har jag i hans troftighet upptagit och gjort mycket godt, både med särskilda pjeser upptagande, hvarigenom han vunnit vackra penningar, frihet lämnat, utan har jag ock under hans hustrus barnsängar i landsorterna icke allenastlåtit henne fritt få njuta sitt gage, enligt kontraktet, under hela barnsängstiden, utan ock till öfverflöd begåfvat henne med vackra skänker, men likafullt är hon äfven så uppstudsig som mannen, hvilken är äfvenså mäktig att förleda sin hustru, som han försökt på på ett illistigt sätt, att för alla mina välgärningar stämpla lifvet av mig i Åbo 1761, så framt förnuftigare hedersmän det igenom sin vitterhet icke förekommit och tillika lagt grunden till Löfblads påsyftade list för en klar dag."
Rättegången slutade med att Löfblad fick betala skadestånd. Det enda som finns dokumenterat om den påstådda händelsen i Åbo var ett läkarintyg 4 december 1761, utfärdat av en läkare i Åbo, som avgjorde att den "stöt" som Löfblad fått av Stenborg den 20:e föregående månad inte kunde sjukskriva honom som han hävdat. Löfblad var dock en för värdefull publikdragare för att skada hans fortsatta existens i truppen.

## Repertoar
Löfblad var teaterns stora stjärna; Harlekinader spelade en viktig roll i Stenborgs repertoar, och det var också Löfblads främsta talang. Det var han och Neuman som spelade huvudrollerna i pjäser som Osynlige Arlequin, Arlequin Advocat och Skoflickare, Arlequin förvandlad till en engelsk dogg, och Arlequin höfsad af kärleken av Marivaux.
Fredagen 14 oktober 1774 gavs Vulcani förlorade process eller den försvarade Venus som recett för Jean Löfblad, som också gjorde Arlequins begrafning som efterpjäs; 28 oktober dog han framför sminkbordet i ett slaganfall vid 46 års ålder.
Då han dog skrev Gjörwell det 13 december 1774: 
"Följande dagen afträdde lika hastigt ifrån denna Verldens skådeplats skräddaren Löfblad, Arlequin vid Gubben Stenborgs Trouppe, hvars yppersta acteur han i sanning var, och var han excellent i le bas comique. Han skulle om aftonen spela i hUmlegården den Osynlige Arlequin, sätter sig ned på stolen för att raka sig, och dör. Gången näst förut såg jag honom spela Arlequins begravning. Säg då, om icke hans afgång liknande den sal. Molieres."
Efter hans död gavs "Arlequins begrafning" aldrig mer och Harlekinföreställningarna minskade drastiskt.